# Hugo Reichenberger

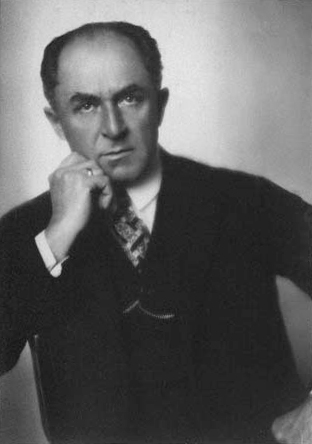
Hugo Reichenberger

Hugo Reichenberger (28 luglio 1873 – 11 ottobre 1938) è stato un direttore d'orchestra e compositore tedesco.

## Biografia
Dopo aver diretto a Brema, Aquisgrana, Stoccarda e Monaco di Baviera(Nationaltheater) divenne 1° "Kapellmeister" allo Stadttheater di Francoforte sul Meno nel 1905. Qui diresse la prima della Salomè di Richard Strauss nel 1907. Dal 1908 al 1935 fu direttore permanente all'Opera di corte e all'Opera di Stato di Vienna.
Fu uno dei direttori più assidui all'Opera di Stato di Vienna State Opera, dirigendo più di 2.000 esecuzioni, e tra queste la prima di Elektra di Richard Strauss, nel 1909 e di Jenůfa di Leoš Janáček nel 1918.
Come direttore ospite si esibì a Madrid, Berlino (Philharmonic Orchestra), Coburgo, Bucarest, Monaco di Baviera, Varsavia, Budapest, Amsterdam, Anversa, Bruxelles e in Egitto.